# Arabidella glaucescens
Arabidella glaucescens är en korsblommig växtart som beskrevs av Elizabeth Anne Shaw. Arabidella glaucescens ingår i släktet Arabidella och familjen korsblommiga växter. Inga underarter finns listade i Catalogue of Life.